# 損害保険登録鑑定人
損害保険登録鑑定人（そんがいほけんとうろくかんていにん）とは、一般社団法人日本損害保険協会が実施する認定試験に合格し、登録されている者である。
建物や動産の保険価額の算出、損害額の鑑定、事故の原因・状況調査などを行う専門家で、1・2・3級の階級と一定の公的資格を取得している場合は専門鑑定人Ａ、専門鑑定人Ｂも併用して登録することが出来る。
また、事業者団体として公益社団法人 日本損害鑑定協会がある。

## 級位

### 3級
- 受験資格

　特になし。（ただし、以下に該当する者を除く）
　　・暴力団員（暴力団員ではなくなった日から５年を経過しない者を含む。）、暴力団準構成員、暴力団関係企業その他の反社会的勢力（以下「反社会的勢力」という。）に該当する
　　・反社会的勢力に対して資金等を提供し、または便宜を供与するなどの関与をしている
　　・反社会的勢力を不当に利用している
　　・反社会的勢力と社会的に非難されるべき関係を有している
　　・自らまたは第三者を利用して、暴力、脅迫、威力または詐欺的言動その他違法ないし不当な言動を行っている
- 試験科目

　「保険・一般常識」、「電気・機械」、「建築」(一級建築士または二級建築士は免除)
- 合格基準

　3科目ともに100点を満点として、3科目（「建築」科目の受験免除者は2科目)とも60点以上。

### 2級
- 受験資格

　3級鑑定人に登録されている者
- 試験科目

　「電気」（第一、二、三種電気主任技術者は免除）、「機械」、「簿記会計」（公認会計士、税理士及び日商簿記検定1級資格者は免除）、「保険・一般常識」、「建築」(一級建築士または二級建築士は免除)
- 合格基準

　各試験科目ともに100点を満点として、各科目単位に70点以上。

### 1級
- 受験資格

　2級鑑定人に登録されている者
- 試験科目

　「電気」（第一種電気主任技術者は免除）、「機械」、「簿記会計」（公認会計士、税理士及び日商簿記検定1級資格者は免除）、「保険・一般常識」、「建築」(一級建築士は免除)、「研究レポート」
- 合格基準

　各試験科目ともに100点を満点として、各科目単位に70点以上。

## 合格率
正確な数値などは公表されてないが、日本損害保険協会のQ&Aでは、「1級は5～10％、2級は10～20％、3級は20～30％を合格率の目安」としている。

## 専門鑑定人
1～3級損害保険登録鑑定人の試験に合格し、登録している者は以下の公的資格を有することで併せて「専門鑑定人A」、「専門鑑定人B」としても登録することができる。

### 専門鑑定人A
- 建築積算士
- 一級建築士
- 1級土木施工管理技士
- 1級建築施工管理技士
- 1級管工事施工管理技士
- 第一種電気主任技術者
- 公認会計士
- 税理士
- 不動産鑑定士
- 技術士
- 建築設備士

### 専門鑑定人B
- 二級建築士
- 2級土木施工管理技士
- 2級管工事施工管理技士
- 特級ボイラー技士
- 一級ボイラー技士
- 第二種電気主任技術者
- 2級建築施工管理技士
- 第三種電気主任技術者
- 第一種電気工事士
- 木造建築士
- 会計士補
- 不動産鑑定士補
- 技術士補

## 公益社団法人 日本損害鑑定協会
公益社団法人 日本損害鑑定協会は、損害保険鑑定業務を専業として行う事業者が会員となって構成する公益社団法人である。多発する自然災害をはじめとするさまざまな事故によって発生した国民の財産・利益の損害に対して、公正且つ迅速な損害鑑定を推進することで、広く国民の利益の擁護並びに公正且つ自由な経済活動の機会の確保・促進により、国民生活の安定・向上に貢献することを目的とする。
事業者団体であり、本項の損害保険登録鑑定人資格は業界団体である一般社団法人 日本損害保険協会が認定・登録しているものであるので注意が必要である。

### 沿革
- 1975年10月　東西の鑑定人協会が合併し、日本損害保険鑑定人協会（任意団体）を設立
- 2010年 5月　任意団体から「一般社団法人　日本損害保険鑑定人協会」へ移行
- 2020年 8月　「一般社団法人　日本損害保険鑑定人協会」から「一般社団法人　日本損害鑑定協会」に名称変更
- 2021年11月  公益社団法人認定

### 会員数
63会員1,034名（2021年4月1日現在）